# دوپلیای
دوپلیای (به صربی: Dupljaj) یک روستا در صربستان است که در ناحیه کولوبارا واقع شده‌است.
 دوپلیای  ۴۵۲ نفر جمعیت دارد.